# Monbahus
Monbahus is een gemeente in het Franse departement Lot-et-Garonne (regio Nouvelle-Aquitaine) en telt 660 inwoners (2005). De plaats maakt deel uit van het arrondissement Villeneuve-sur-Lot.

## Geografie
De oppervlakte van Monbahus bedraagt 31,6 km², de bevolkingsdichtheid is 20,9 inwoners per km².

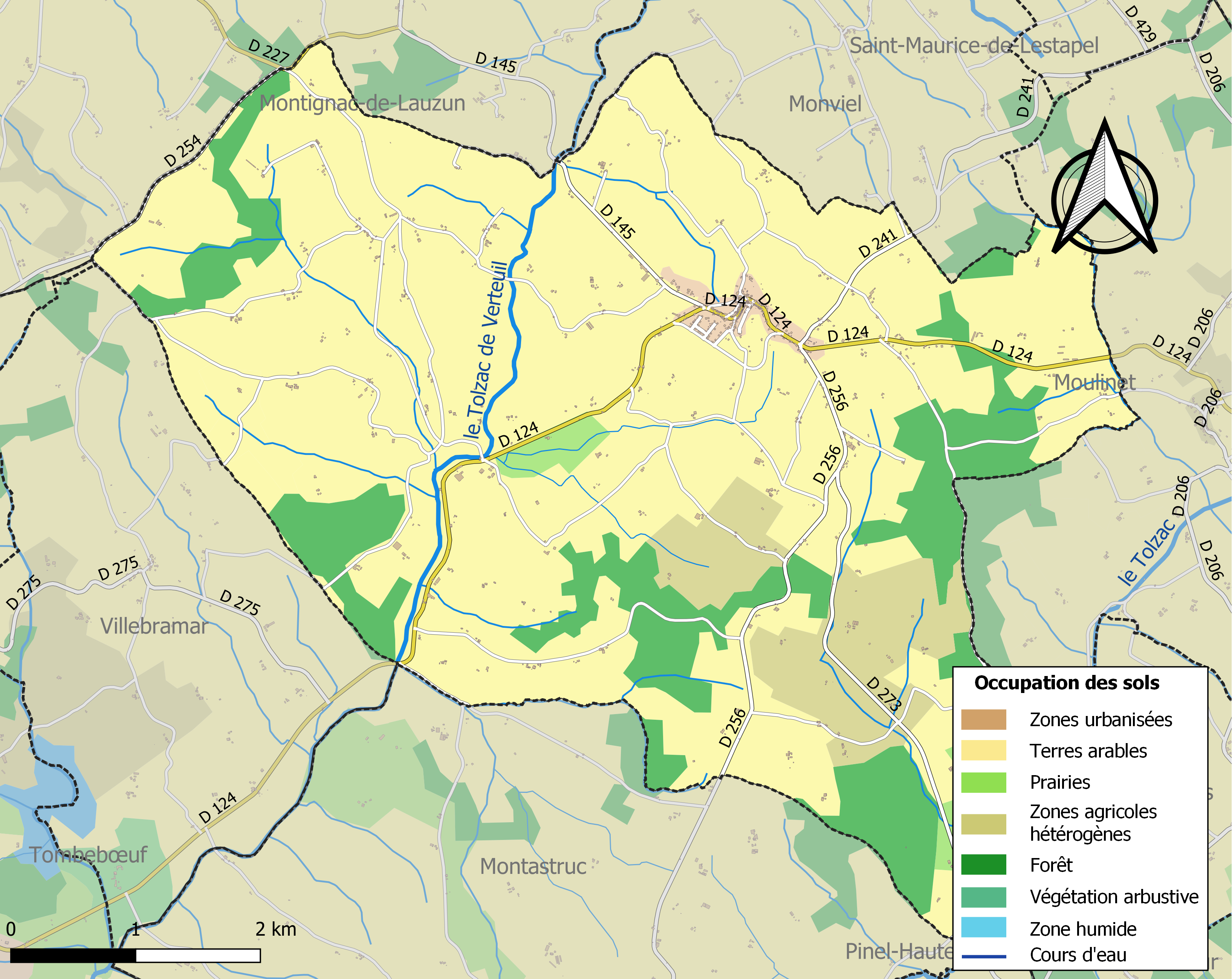
Kaart van de gemeente met de belangrijkste infrastructuur, bodemgebruik en omliggende gemeenten

## Demografie
Onderstaande figuur toont het verloop van het inwonertal (bron: INSEE-tellingen).